# ワシントン合意 (ボスニア・ヘルツェゴビナ)
ワシントン合意（ワシントンごうい、ボスニア語・クロアチア語:Washingtonski sporazum、英語:Washington Agreement）は、ボスニア・ヘルツェゴビナ紛争中の1994年3月1日にボスニア・ヘルツェゴビナ政府と、同国のクロアチア人勢力・ヘルツェグ＝ボスナ・クロアチア人共和国、およびクロアチア共和国との間で交わされた和平協定。アメリカ合衆国のワシントンD.C.にて交わされた。
ボスニア・ヘルツェゴビナ政府の首相ハリス・シライジッチ（Haris Silajdžić）、クロアチア共和国政府の外相マテ・グラニッチ（Mate Granić）、そしてボスニア・ヘルツェゴビナ国内で事実上独立していたヘルツェグ＝ボスナ・クロアチア人共和国の大統領クレシミル・ズバク（Krešimir Zubak）によって調印された。合意では、ボスニア・ヘルツェゴビナの領土のうち、ボシュニャク人主導のボスニア・ヘルツェゴビナ政府と、クロアチア人勢力の統制下にある地域に、地方分権的な10の県を設置し、10の県からなるボスニア・ヘルツェゴビナ連邦を創設するとされた。県の区分けは、一方の民族が他方に対して支配的とならないように選ばれた。